# زنبور آزتک
زنبور آزتک (نام علمی: Epipompilus aztecus) نام یک گونه از تیره زنبور وحشی عنکبوتی است.